# Josef Brunner (Offizier)

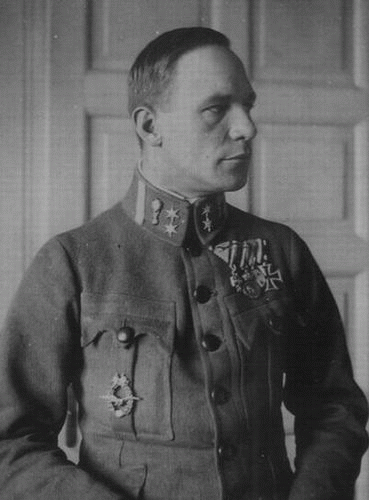
Oberleutnant Josef Brunner, 1917

Josef Brunner (* 30. Oktober 1889 in Stadl-Paura; † 15. Jänner 1967 in Lambach) war ein österreichischer Offizier. In der deutschen Luftwaffe stieg er während des Zweiten Weltkrieges zum Generalleutnant auf.

## Leben
Brunner diente im Ersten Weltkrieg in der österreichischen Fliegertruppe und blieb nach Kriegsende im Bundesheer der Republik Österreich. Dort wurde er am 27. September 1927 zum Major und 1937 zum Oberstleutnant befördert. Er führte seit dem 2. Mai 1934 das Fliegerregiment 1 des Heeres. Nach dem „Anschluss Österreichs“ an das nationalsozialistische Deutsche Reich wurde er unter Beibehaltung seines Dienstgrades in die Luftwaffe der Wehrmacht übernommen. Dort diente er als erstes im Kampfgeschwader 157, bevor er am 1. Oktober 1938 die I. Gruppe des Kampfgeschwaders 254 als Gruppenkommandeur übernahm. Aber schon am 1. November 1938 wechselte er als Kommandeur zur I. Gruppe des Kampfgeschwader 155, das am 1. Mai 1939 in Kampfgeschwader 55 umbenannt wurde. Dort erreichte ihn am 1. April 1939 die Beförderung zum Oberst. Am 1. Juli 1939 führte er die Aufklärungsgruppe 14 und zwei Monate später die Aufklärungsgruppe 11. Am 1. Jänner 1940 übernahm er den Posten eines Kommandeurs der Luftwaffe Armee-Oberkommando 18 (Koluft 18) und nahm auf dieser Position am Westfeldzug teil. Am 17. Februar 1941 wechselte als Koluft Heeresgruppe C zur Heeresgruppe C. Diese wurde nach dem Überfall auf die Sowjetunion als Heeresgruppe Nord im Norden der Ostfront eingesetzt. Hier wurde Brunner am 1. September 1941 zum Generalmajor befördert. Am 15. Dezember 1941 ging er als Koluft zur Heeresgruppe Süd, bevor er bereits im Februar 1942 die gleiche Funktion beim Oberbefehlshaber West in Frankreich ausfüllte. Dort blieb bis zum 24. Februar 1943 und übernahm dann als Kommandeur die Luftkriegsschule 1 in Dresden-Klotzsche verbunden mit der Übernahme der Fliegerhorstkommandantur auf dem dortigen Fliegerhorst. Nachdem er ab dem 1. Oktober 1943 als Generalleutnant geführt wurde, übernahm Brunner am 1. April 1944 das Amt eines Höheren Kommandeurs der Luftkriegs- und Offizierschulen. Am 22. Februar 1945 wurde er ohne Verwendung in die Führerreserve versetzt, wo er das Kriegsende erlebte.

## Auszeichnungen (Auswahl)
- Eisernes Kreuz, II. Klasse (1914)
- Karl-Truppenkreuz (1916)
- Militärverdienstkreuz, III. Klasse mit Kriegsdekoration
- Feldpilotenabzeichen